# David Grusch
David Charles Grusch (né en 1987), plus connu sous le nom de David Grusch, est un colonel de l'armée de l'air et agent de renseignement américain qui s'est fait connaître des médias en tant que lanceur d'alerte, ayant dénoncé publiquement, en 2023, ce qu'il dit être une désinformation du gouvernement américain au sujet des ovnis.

## Carrière
Grusch a été un officier, colonel, décoré de l'US Air Force lors de la guerre en Afghanistan ; il a aussi travaillé dans deux organismes de renseignement américains :
1. la National Geospatial-Intelligence Agency (NGA)[1]
2. le National Reconnaissance Office (NRO)[1]

Son dossier d'évaluation militaire (2021), le décrit comme stratège du renseignement ayant « analysé les rapports de phénomènes aériens non identifiés » et « renforcé les lacunes du leadership du Congrès américain en matière de compréhension ».
Le Directeur adjoint du centre des opérations de la NRO l'a décrit comme « habile stratège » en tant qu'officier d'état-major, et « puissant intégrateur de solutions innovantes et de résultats exploitables ».
Durant trois ans (2019 à 2021), il a officiellement représenté le NRO auprès de l'UAP (le groupe de travail sur les phénomènes aériens non identifiés).
L'année suivante (de fin 2021 à juillet 2022), il a été co-responsable de l'analyse UAP à la  National Geospatial-Intelligence Agency (NGA), et son représentant au sein du groupe de travail pré-cité.

## Lanceur d'alerte en 2023
Le 5 juin 2023, il est présenté comme lanceur d'alerte affirmant que le gouvernement des États-Unis finançait depuis longtemps un programme secret de récupération d'ovni qui aurait récupéré plusieurs véhicules d'origine non humaine et dispose de dossiers de pilotes morts. Il dit que des programmes secrets américains visent à utiliser du matériel « d’origine exotique » pour en comprendre le fonctionnement.
Ces allégations sont sources de débats :

 Deux journalistes américains (Leslie Kean et Ralph Blumenthal, dans le journal The Debrief (connu pour être partisan de l'hypothèse de l’existence d’aliens en contacts avec la planète Terre), rapportent des propos de Grusch selon qui des « informations classifiées » en mai 2022 ont été « retenues abusivement » ou « cachées » au Congrès par des agents « pour contrecarrer délibérément et intentionnellement la surveillance légitime », par les parlementaires, du programme d’analyse des ovnis. Selon les journalistes, David Grusch ne dispose pas d'expérience directe ni d'information de première main sur le sujet ; les affirmations de Grusch reposeraient sur des informations de seconde main, qui lui ont été transmises par d'autres sources,,,,.
Un autre journaliste, Ross Coulthart a fait une longue interview de Grusch, pour la chaîne de télévision NewsNation.

### Réponses, réactions
Côté gouvernement, la question « si nous n'étions pas [seuls], nous le diriez-vous ? » a été posée à l'attachée de presse de la Maison Blanche, Karine Jean-Pierre, alors qu'elle était interrogée sur le discours de Grusch (alléguant que l'armée américaine récupère des engins d'origine non humaine depuis au moins plusieurs décennies). Elle a déclaré qu'elle « soumettrait cette question au ministère de la Défense et le laisserait y répondre ».
Nick Pope, journaliste britannique qui enquête depuis le début des années 1990 sur les ovnis pour le compte du ministère britannique de la Défense, a jugé dans le journal The Guardian, que les récits de Grusch et de Jonathan Gray (actuel responsable du renseignement américain au National Air and Space Intelligence Center) sont « très significatifs », et devraient être considérés comme faisant partie d'un flux croissant d'informations et de révélations sur les ovnis qui — en supposant que tout cela est vrai — « nous rapproche plus que jamais du cœur même de tout cela ».
En juin 2023, la NASA a déclaré dans un communiqué : « L’une des principales priorités de la NASA est la recherche de vie ailleurs dans l’univers, mais jusqu’à présent, la NASA n’a trouvé aucune preuve crédible de vie extraterrestre et il n’y a aucune preuve que les PAN sont extraterrestres. Cependant, la NASA explore le système solaire et au-delà pour nous aider à répondre à des questions fondamentales, y compris si nous sommes seuls dans l’univers ».
Fin mai 2023, l'agence avait tenu une première réunion publique sur les ovnis et elle a invité le public disposant de données (ex. : vidéos de phénomènes inexpliqués filmées via des téléphones portables ou d'autres moyens) à les lui communiquer pour mieux comprendre les phénomènes observés.
Le représentant de la Chambre des représentants des États-Unis, James Comer, a annoncé que la commission de surveillance de la Chambre des représentants allait enquêter sur les allégations de M. Grusch.